# Robert Atherley
Robert Atherley (* 4. Quartal 1878 in Leicester; † 1. November 1963 ebenda) war ein englischer Fußballspieler.

## Karriere
Atherley war in der Grafschaft Leicestershire für die Klubs Anstey Town und Leicester Imperial aktiv, bevor er im November 1901 zu Leicester Fosse in die Football League Second Division kam. Für Leicester bestritt Atherley als Mittelstürmer im Ende März 1902. am traditionellen Karfreitag-Spieltag, gegen den FC Blackpool (Endstand 0:4) seine einzige Partie und profitierte dabei davon, dass kurz zuvor mit Charlie Richards und Jimmy Stevenson zwei Stürmern aus disziplinarischen Gründen gekündigt wurde. 
Im Anschluss spielte Atherley erneut im lokalen Fußball für Leicester Imperial, Humberstone Victoria und den St Andrews FC.